# آرامستان ارامنه سیرک
گورستان ارامنه سیرک مربوط به دوره قاجار است و در شهرستان شهرکرد، بخش مرکزی، شهر هفشجان و در شمال روستای سیرک واقع شده و این اثر در تاریخ ۸ مرداد ۱۳۸۱ با شمارهٔ ثبت ۶۰۰۲ به‌عنوان یکی از آثار ملی ایران به ثبت رسیده است.